# Ranyari Point
Der Ranyari Point (englisch; bulgarisch нос Раняри nos Ranjari) ist eine abgerundete und vereiste Landspitze an der Oskar-II.-Küste des Grahamlands auf der Antarktischen Halbinsel. Im Exasperation Inlet liegt sie 6,7 km südöstlich des Sandilh Point und 5,2 km westlich des nördlichen Ausläufers des Kap Disappointment auf der Südostseite der Einfahrt zur Durostorum Bay. Freigelegt wurde sie infolge des Aufbrechens des Larsen-Schelfeises im Jahr 2002.
Ihre Kartierung erfolgte im Jahr 2012. Die bulgarische Kommission für Antarktische Geographische Namen benannte sie 2013 nach Ranjari, einem protobulgarischen Fürsten des 6. Jahrhunderts.